# Municipio de High Prairie (Kansas)
El municipio de High Prairie (en inglés, High Prairie Township) es un municipio del condado de Leavenworth, Kansas, Estados Unidos. Tiene una población estimada, a mediados de 2023, de 2091 habitantes.

## Geografía
Está ubicado en las coordenadas 39°15′24″N 95°0′57″O / 39.25667, -95.01583. Según la Oficina del Censo, tiene una superficie total de 123.02 km², de los cuales 122.68 km² corresponden a tierra firme y 0.34 km² están cubiertos de agua.

## Demografía
Según el censo de 2020, en ese momento había 2014 personas residiendo en la zona. La densidad de población era de 16.42 hab./km². El 89.13% de los habitantes eran blancos, el 0.19% eran afroamericanos, el 0.79% eran amerindios, el 0.94% eran asiáticos, el 0.05% era isleño del Pacífico, el 1.19% eran de otras razas y el 6.70% eran de una mezcla de razas. Del total de la población, el 3.08% eran hispanos o latinos de cualquier raza.